# Serie A2 2005-2006 (pallavolo femminile)
La Serie A2 italiana di pallavolo femminile 2005-2006 si è svolta dal 16 ottobre 2005 al 22 maggio 2006: al torneo hanno partecipato sedici squadre di club italiane e la vittoria finale è andata per la prima volta al River Volley.

## Regolamento
Le squadre hanno disputato un girone all'italiana, con gare di andata e ritorno, per un totale di trenta giornate; al termine della regular season:
- La prima classificata è promossa in Serie A1.
- Le classificate dal secondo al quinto posto hanno acceduto ai [play-off promozione, strutturati in semifinali, giocate al meglio di due vittorie su tre gare, e finale, giocata al meglio di tre vittorie su cinque gare: la vincitrice è promossa in Serie A1.
- Le ultime quattro classificate sono retrocesse in Serie B1.

## Squadre partecipanti
Le squadre provenienti dalla Serie A1 (Pallavolo Reggio Emilia e Volley Modena) rinunciarono alla Serie A2 e furono ripescate Pre.Camp Collecchio e Unicom Starker Kerakoll Sassuolo. Europea 92 Isernia, Linea Medica Siram Roma, Riso Scotti Pavia e Zoppas Industries Conegliano erano le neopromosse dalla Serie B. Alle rinunce di Curtatone, Matera e San Giorgio Sassuolo sopperirono i ripescaggi di Magic Pack Cremona, Sea Urbino e Virtus Roma.
| Dimeglio Brums Busto Arsizio                     |
| ------------------------------------------------ |
| Stagioni in Serie A2: 13                         |
| Campo di gioco: PalaYamamay di Busto Arsizio, VA |
| 2004-05: 7ª in A2                                |
| Allenatore: Carlo Parisi                         |

| Europea 92 Isernia                                    |
| ----------------------------------------------------- |
| Stagioni in Serie A2: 1                               |
| Campo di gioco: PalaFraraccio di Isernia              |
| 2004-05: 1ª in B1; vincitrice dei play-off promozione |
| Allenatore: Francesco Montemurro                      |

| Fornarina Civitanova Marche                               |
| --------------------------------------------------------- |
| Stagioni in Serie A2: 2                                   |
| Campo di gioco: PalaRisorgimento di Civitanova Marche, MC |
| 2004-05: 4ª in A2                                         |
| Allenatore: Daniele Berselli                              |

| Gelati Gelma Seap Aragona                |
| ---------------------------------------- |
| Stagioni in Serie A2: 3                  |
| Campo di gioco: PalaGiglia di Favara, AG |
| 2004-05: 6ª in A2                        |
| Allenatore: Marcello Sarcinella          |

| Linea Medica Siram Roma                        |
| ---------------------------------------------- |
| Stagioni in Serie A2: 15                       |
| Campo di gioco: Palafonte di Roma              |
| 2004-05: 1ª in B1; vince i play-off promozione |
| Allenatore: Paolo Giribaldi                    |

| Lines Tra.De.Co. Altamura                          |
| -------------------------------------------------- |
| Stagioni in Serie A2: 9                            |
| Campo di gioco: PalaBaldassarra di Altamura, BA    |
| 2004-05: 5ª in A2                                  |
| Allenatore: Gianfranco Milano, poi Ettore Guidetti |

| Magic Pack Cremona                                             |
| -------------------------------------------------------------- |
| Stagioni in Serie A2: 1                                        |
| Campo di gioco: PalaRadi di Cremona                            |
| 2004-05: 13ª in B1; acquisisce i diritti sportivi di Curtatone |
| Allenatore: Giuseppe Giannetti                                 |

| Marche Metalli Castelfidardo                   |
| ---------------------------------------------- |
| Stagioni in Serie A2: 3                        |
| Campo di gioco: Palasport di Castelfidardo, AN |
| 2004-05: 10ª in A2                             |
| Allenatore: François Salvagni                  |

| Pema Corplast Corridonia                         |
| ------------------------------------------------ |
| Stagioni in Serie A2: 5                          |
| Campo di gioco: Palasport di Corridonia, MC      |
| 2004-05: 11ª in A2                               |
| Allenatore: Mauro Fresa, poi Giovanni Volpicella |

| Pre.Camp Collecchio                                   |
| ----------------------------------------------------- |
| Stagioni in Serie A2: 3                               |
| Campo di gioco: PalaLeoni di Collecchio, PR           |
| 2004-05: 1ª in B1; vincitrice dei play-off promozione |
| Allenatore: Davide Zanichelli, poi Claudio Cattani    |

| Rebecchi Rivergaro                                      |
| ------------------------------------------------------- |
| Stagioni in Serie A2: 3                                 |
| Campo di gioco: Palazzetto dello sport di Rivergaro, PC |
| 2004-05: 3ª in A2                                       |
| Allenatore: Leonardo Barbieri                           |

| Riso Scotti Pavia                                     |
| ----------------------------------------------------- |
| Stagioni in Serie A2: 1                               |
| Campo di gioco: PalaRavizza di Pavia                  |
| 2004-05: 2ª in B1; vincitrice dei play-off promozione |
| Allenatore: Rosario Braia                             |

| Sea Urbino                                                        |
| ----------------------------------------------------------------- |
| Stagioni in Serie A2: 3                                           |
| Campo di gioco: PalaMondolce di Urbino, PU                        |
| 2004-05: 15ª in A2; acquisisce i diritti dal San Giorgio Sassuolo |
| Allenatore: Daniele Capriotti                                     |

| Unicom Starker Kerakoll Sassuolo                         |
| -------------------------------------------------------- |
| Stagioni in Serie A2: 1                                  |
| Campo di gioco: PalaPaganelli di Sassuolo, MO            |
| 2004-05: fondazione; ripescata per la rinuncia di Modena |
| Allenatore: Roberto Setti, poi Giuseppe Cuccarini        |

| Virtus Roma                                                  |
| ------------------------------------------------------------ |
| Stagioni in Serie A2: 1                                      |
| Campo di gioco: Palasport di Roma                            |
| 2004-05: fondazione; acquisisce i diritti sportivi di Matera |
| Allenatore: Luca Cristofani                                  |

| Zoppas Industries Conegliano                                  |
| ------------------------------------------------------------- |
| Stagioni in Serie A2: 2                                       |
| Campo di gioco: Palasport Giovanni Paolo II di Conegliano, TV |
| 2004-05: 1ª in B1; promossa dopo i play-off promozione        |
| Allenatore: Pierluigi Lucchetta, poi Mario Regulo Martínez    |

## Torneo

### Regular season

#### Classifica
| Pos. | Squadra                          | Pt | G  | V  | P  | SV | SP |
| ---- | -------------------------------- | -- | -- | -- | -- | -- | -- |
| 1.   | Rebecchi Rivergaro               | 70 | 30 | 23 | 7  | 76 | 34 |
| 2.   | Unicom Starker Kerakoll Sassuolo | 64 | 30 | 22 | 8  | 75 | 42 |
| 3.   | Lines Tra.De.Co. Altamura        | 62 | 30 | 21 | 9  | 74 | 44 |
| 4.   | Marche Metalli Castelfidardo     | 62 | 30 | 21 | 9  | 69 | 46 |
| 5.   | Dimeglio Brums Busto Arsizio     | 59 | 30 | 21 | 9  | 74 | 48 |
| 6.   | Linea Medica Siram Roma          | 49 | 30 | 16 | 14 | 68 | 59 |
| 7.   | Virtus Roma                      | 48 | 30 | 16 | 14 | 66 | 61 |
| 8.   | Europea 92 Isernia               | 47 | 30 | 16 | 14 | 61 | 57 |
| 9.   | Fornarina Civitanova Marche      | 47 | 30 | 15 | 15 | 61 | 57 |
| 10.  | Riso Scotti Pavia                | 44 | 30 | 16 | 14 | 63 | 64 |
| 11.  | Pema Corplast Corridonia         | 44 | 30 | 15 | 15 | 64 | 61 |
| 12.  | Zoppas Industries Conegliano     | 41 | 30 | 14 | 16 | 58 | 63 |
| 13.  | Magic Pack Cremona               | 35 | 30 | 10 | 20 | 48 | 67 |
| 14.  | Gelati Gelma Seap Aragona        | 27 | 30 | 8  | 22 | 43 | 76 |
| 15.  | Sea Urbino                       | 16 | 30 | 6  | 24 | 34 | 82 |
| 16.  | Pre.Camp Collecchio              | 5  | 30 | 0  | 30 | 17 | 90 |

| Promossa in Serie A1 | Promossa dopo i play-off promozione | Retrocesse in Serie B1 |

### Play-off promozione

#### Tabellone
|  | Semifinali | Semifinali    | Semifinali    | Semifinali | Semifinali |  |  | Finale | Finale        | Finale        | Finale        | Finale | Finale | Finale |  |
|  |            |               |               |            |            |  |  |        |               |               |               |        |        |        |  |
|  | 2          | Sassuolo      | Sassuolo      | 2          | 1          |  |  |        |               |               |               |        |        |        |  |
|  | 5          | Busto Arsizio | Busto Arsizio | 3          | 3          |  |  | 5      | Busto Arsizio | Busto Arsizio | Busto Arsizio | 1      | 0      | 0      |  |
|  | 3          | Altamura      | 3             | 1          | 3          |  |  | 3      | Altamura      | Altamura      | Altamura      | 3      | 3      | 3      |  |
|  | 4          | Castelfidardo | 1             | 3          | 2          |  |  |        |               |               |               |        |        |        |  |

#### Risultati
| Semifinali |                        |     |                                   |
|            |                        |     |                                   |
| 03-05      | Sassuolo-Busto Arsizio | 2-3 | 27-29, 13-25, 25-14, 25-21, 10-15 |
| 03-05      | Altamura-Castelfidardo | 3-1 | 28-26, 25-22, 20-25, 25-23        |

| 07-05 | Busto Arsizio-Sassuolo | 3-1 | 25-14, 23-25, 25-22, 25-22 |
| 07-05 | Castelfidardo-Altamura | 3-1 | 25-20, 25-13, 19-25, 25-21 |

| 10-05 | Altamura-Castelfidardo | 3-2 | 17-25, 25-10, 25-20, 23-25, 15-7 |

| Finale |                        |     |                            |
|        |                        |     |                            |
| 14-05  | Altamura-Busto Arsizio | 3-1 | 21-25, 25-22, 25-21, 28-26 |
| 17-05  | Busto Arsizio-Altamura | 0-3 | 17-25, 21-25, 14-25        |
| 22-05  | Altamura-Busto Arsizio | 3-0 | 25-22, 25-18, 25-18        |